# TRT Haber
A TRT Haber török állami televíziós hírcsatorna. A nap 24 órájában szolgáltat híreket, közéletű információkat. 2010-ben kezdte meg működését, 2013 óta pedig HD-ban sugározzák.